# تاداشي شيميزو
تاداشي شيميزو (بالكانا:しみず ただし) هو سياسي ياباني، ولد في 5 مايو 1968 في اليابان. حزبياً، نشط في الحزب الشيوعي الياباني. انتخب عضو مجلس النواب من اليابان.

## وصلات خارجية
- الموقع الرسمي